# Route nationale 349
Die Route nationale 349, kurz N 349 oder RN 349, war eine französische Nationalstraße, die von 1933 bis 1973 von Lille aus nordwestlich zur belgischen Grenze verlief. 1973 wurde der Abschnitt in Wambrechies erst in N352 umnummeriert. Später, als diese auf eine Schnellstraße verlegt wurde, in N354. Seit 2006 ist auch dieser Abschnitt eine Départementstraße.